# Campylopus marginatulus
Campylopus marginatulus là một loài rêu trong họ Dicranaceae. Loài này được Geh. mô tả khoa học đầu tiên năm 1910.